# (50000) Квавар
(50000) Квава́р (порядковый номер и название по каталогу Центра малых планет — 50000 Quaoar, временное обозначение 2002 LM60) — транснептуновый объект, один из крупнейших объектов в поясе Койпера, часто классифицируется как карликовая планета. После обнаружения колец в феврале 2023 года является одной из двух карликовых планет с достоверно известной системой колец (в 2017 году кольца обнаружили у Хаумеи).
Открыт 4 июня 2002 года группой Майкла Брауна из Паломарской обсерватории (Калифорния). Был обнаружен на архивных снимках 1954 года. 13—14 июля 2016 года Квавар наблюдался камерой LORRI зонда «Новые горизонты» с расстояния 2,1 млрд км.
Объект назван по имени великой созидающей силы из мифов индейского народа тонгва — одного из коренных народов Южной Калифорнии, где расположена обсерватория, в которой сделано открытие этого объекта.
Символ  придумал американский программист Денис Московиц, который и до этого придумывал символы для мелких объектов Солнечной системы. Символ — буква Q, стилизованная под наскальные изображения. С сентября 2022 года символ обладает кодом U+1F77E.

## Открытие

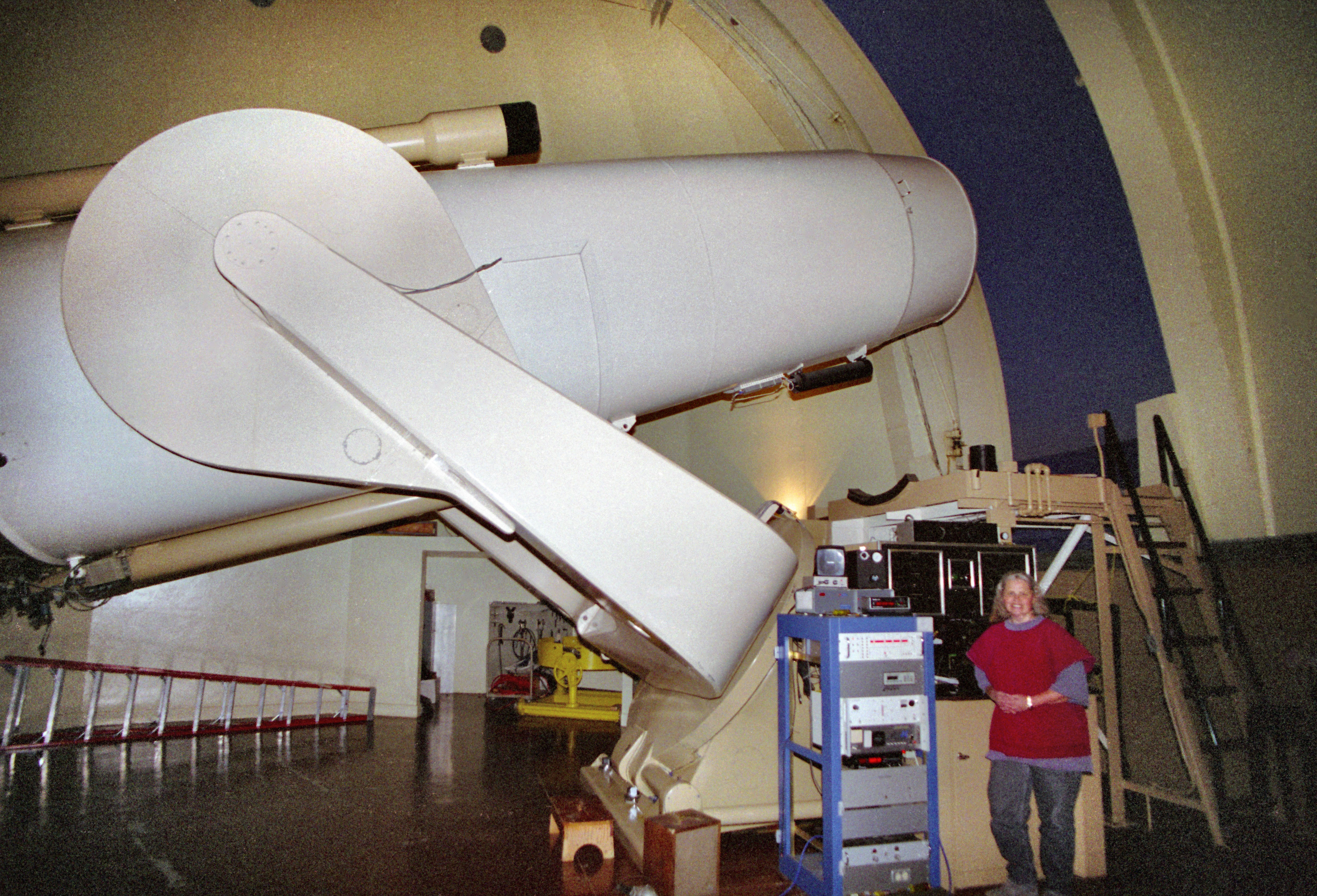
Телескоп имени Самуэля Ошина — с помощью него был открыт Квавар

Серия изображений, полученных в день открытия Квавара (отмечен стрелкой)

Открытие Квавара состоялось 4 июня 2002 года. Карликовая планета была открыта астрономами Майклом Брауном и Чедвиком Трухильо в Паломарской обсерватории, расположенной в Калифорнии, с помощью телескопа имени Самуэля Ошина. Первое обнаружение Квавара состоялось 5 июня 2002 года, когда Трухильо обнаружил на фотографиях тусклый, со звёздной величиной 18,6, объект, в созвездии Змееносца. При этом, Квавар был достаточно ярким для такого расстояния, поэтому считалось, что размеры Квавара могут совпадать с диаметром Плутона.
Чтобы уточнить орбиту найденного объекта, Браун и Трухильо начали поиск более ранних фотографий, на которых мог быть запечатлён Квавар. Для этого они воспользовались снимками, полученными в ходе программы «Near-Earth Asteroid Tracking» в период 1996 года и с 2000 по 2002 год. Также они нашли две архивные фотопластинки, хранившиеся у Чарльза Коваля Томаса и датированные маем 1983 года  (в то время астроном занимался поиском гипотетической планеты X в той же обсерватории, где Браун и Трудильо открыли Квавар). Впоследствии был обнаружен самый ранний снимок Квавара: он датируется 25 мая 1954 года и был создан во время проведения Паломарского обзора (1949—1958).
Перед объявлением об открытии Квавара Майкл Браун планировал провести повторные наблюдения за ним с помощью телескопа «Хаббл» для того, чтобы измерить размер объекта. Он хотел объявить об открытии как можно скорее, но при этом счёл необходимым сокрытие информации о Кваваре во время дополнительных наблюдений. Из-за этого Браун не стал посылать запрос на использование телескопа на экспертную оценку, а сразу сообщил о своём намерении одному из операторов «Хаббла», который ответил согласием. Помимо вышеупомянутого телескопа, Браун хотел использовать ещё и один из телескопов в обсерватории Кека (Мауна-Кеа, Гавайи), которую также планировалось задействовать как место для наземного наблюдения за спутниками Урана. Использование этой обсерватории дало первооткрывателям дополнительное время для наблюдений за Кваваром. Весь июль проводились наблюдения за карликовой планетой, что позволило детальнее исследовать её состав и спектр поверхности.
Новость об открытии Квавара была опубликована Центром малых планет в «Электронном циркуляре малых планет» 7 октября 2002 года. Карликовой планете было дано временное обозначение 2002 LM60. Оно означает «1512-я малая планета, открытая в начале июня 2002 года». В тот же день Браун и Трухильо на 34-й встрече отдела планетарных наук Американского астрономического общества в городе Бирмингем (Алабама) объявили о результатах своих июльских наблюдений. Было объявлено, что Квавар стал крупнейшим найденным объектом пояса Койпера, найденным за последние годы (Эрида тогда ещё не была открыта). По словам Брауна, открытие Квавара способствовало его дальнейшему решению реклассифицировать Плутон в карликовые планеты.

### Название
Сразу после открытия Квавар получил прозвище «объект X» (англ. Object X), по аналогии с гипотетической планетой X. Из-за высокой яркости первооткрыватели даже предположили, что Квавар может быть десятой планетой Солнечной системы. С июля, после исследований с помощью «Хаббла», начался поиск возможных названий для карликовой планеты, в частности, рассматривались имена из мифологий коренных народов Северной Америки. После принятия МАС конвенции об именовании классических объектов пояса Койпера разрешались только названия в честь богов-творцов. Команда первооткрывателей остановилась на варианте «квавар» — великая созидающая сила из мифов индейского народа тонгва. Этот народ жил в заливе Лос-Анджелеса, где находился Калифорнийский технологический институт.
Русское произношение названия этой карликовой планеты звучит как «квава́р», а само слово состоит из двух слогов. Согласно Майклу Брауну, англоязычное название «Quaoar» состоит из трёх слогов, а на сайте Трухильо, посвящённом карликовой планете, приводится произношение /ˈkwɑː.oʊ(w)ɑr/, схожее с произношением на языке тонгва — ˈkʷaʔuwar. Часто произношение сокращается до двух слогов и звучит как /ˈkwɑːwɑr/.
В мифологии тонгва Квавар — это бесполая созидающая сила Вселенной, песней и танцами создающая божества. Сначала она поёт и танцует, чтобы создать Вейвота (Отца Неба), затем они вместе поют и создают Чехуит (Мать Землю) и Тамит (Дедушку Солнца). По мере продолжения песен и плясок, созидающая сила становилась все более сложной, поскольку каждое новое божество присоединялось к пению и танцам. В конце концов, сведя хаос к порядку, они создали семь великанов, которые поддерживают мир, затем животных и в конце концов, первых мужчину и женщину, Тобохара и Пахавита.
После изучения имён из мифологии тонгва, Браун и Трухильо решили, что необходимо обратиться к ныне живущим представителям народа тонгва за разрешением на использование названия. Они проконсультировались с историком из этого племени Марком Акуньей, который подтвердил, что название «Квавар» подходит для открытого объекта. Однако тонгва предпочитали написание «Qua-o-ar», которое (правда, без дефисов) и утвердили астрономы. Название и факт открытия Квавара были публично объявлены в октябре 2002 года, хотя Браун не обращался за одобрением названия в Комитет по номенклатуре малых тел МАС (CSBN). Получилось, что название объекта было объявлено до присвоения ему его порядкового номера. Брайан Марсден, глава Центра малых планет, отметил через два года, что данный шаг был нарушением протокола. Несмотря на это, название было одобрено CSBN, и новость о присвоении названия, а также официальный порядковый номер Квавара были опубликованы в Циркуляре по малым планетам 20 ноября 2002 года. Квавару достался красивый порядковый номер — 50000, и это неспроста. Такой «круглый» номер подчёркивал размер Квавара и, тем самым, его важность для астрономов. Это был не первый случай присвоения круглой цифры транснептуновому объекту: Варуна получила красивый номер 20000 по той же причине. После Квавара эту традицию было решено отбросить: открытая в 2005 году Эрида, несмотря на размеры (считалась на момент открытия самой крупной карликовой планетой), получила порядковый номер 136199.
Что касается астрономического символа, то Квавар был открыт в ту эпоху, когда они уже практически вышли из употребления. Тем не менее, американский программист Денис Московиц придумал для карликовой планеты символ . Символ представляет собой латинскую букву Q, стилизованную под наскальные изображения народа тонгва. С сентября 2022 года символ обладает кодом U+1F77E.

## Орбитальные характеристики

Орбиты Квавара и Плутона — вид с эклиптики

Орбиты Квавара (синяя) и Плутона (красная) — вид в плане

Среднее расстояние от Солнца до Квавара составляет 43,7 а.е. (или 6,54 млрд км), а период обращения вокруг звезды у карликовой планеты составляет 288,8 лет. Эксцентриситет орбиты у него невелик — 0,04. Перигелий орбиты находится на отметке 42 а.е. от Солнца, а афелий — 45 а.е. Солнечный свет достигает Квавара за 5 часов. Квавар прошёл афелий в конце 1932 года и сейчас приближается к Солнцу со скоростью 170 м/с (0,035 а.е. в год). Перигелий будет достигнут приблизительно в феврале 2075 года. С Нептуном орбита Квавара не только не пересекается, но и даже не находится достаточно близко к нему, чтобы под воздействием гравитации Нептуна она могла быть подвержена возмущению. Минимальное возможное расстояние от Нептуна до Квавара — 12,3 а.е. В орбитальном резонансе два объекта также не находятся. В рамках проекта «Глубокий обзор эклиптики» было доказано, что в течение 10 миллионов лет орбита Квавара претерпит лишь минимальные изменения, и что в целом она будет стабильна в долгосрочной перспективе.
Центр малых планет классифицирует Квавар как транснептуновый объект и как отдалённую малую планету (то есть малую планету, расположенную за пределами орбиты Юпитера). Из-за отсутствия орбитального резонанса с Нептуном Квавар считается классическим объектом пояса Койпера (кьюбивано). Наклон орбиты к эклиптике составляет около 8 градусов, что несколько выше, чем у расположенных в той же области объектов динамически холодной популяции пояса Койпера. Из-за этого Квавар относят к динамически горячей популяции объектов пояса Койпера. Происхождение такого наклона орбиты обычно объясняется гравитационным рассеиванием Нептуном во время миграции последнего во внешние области Солнечной системы.

## Физические характеристики

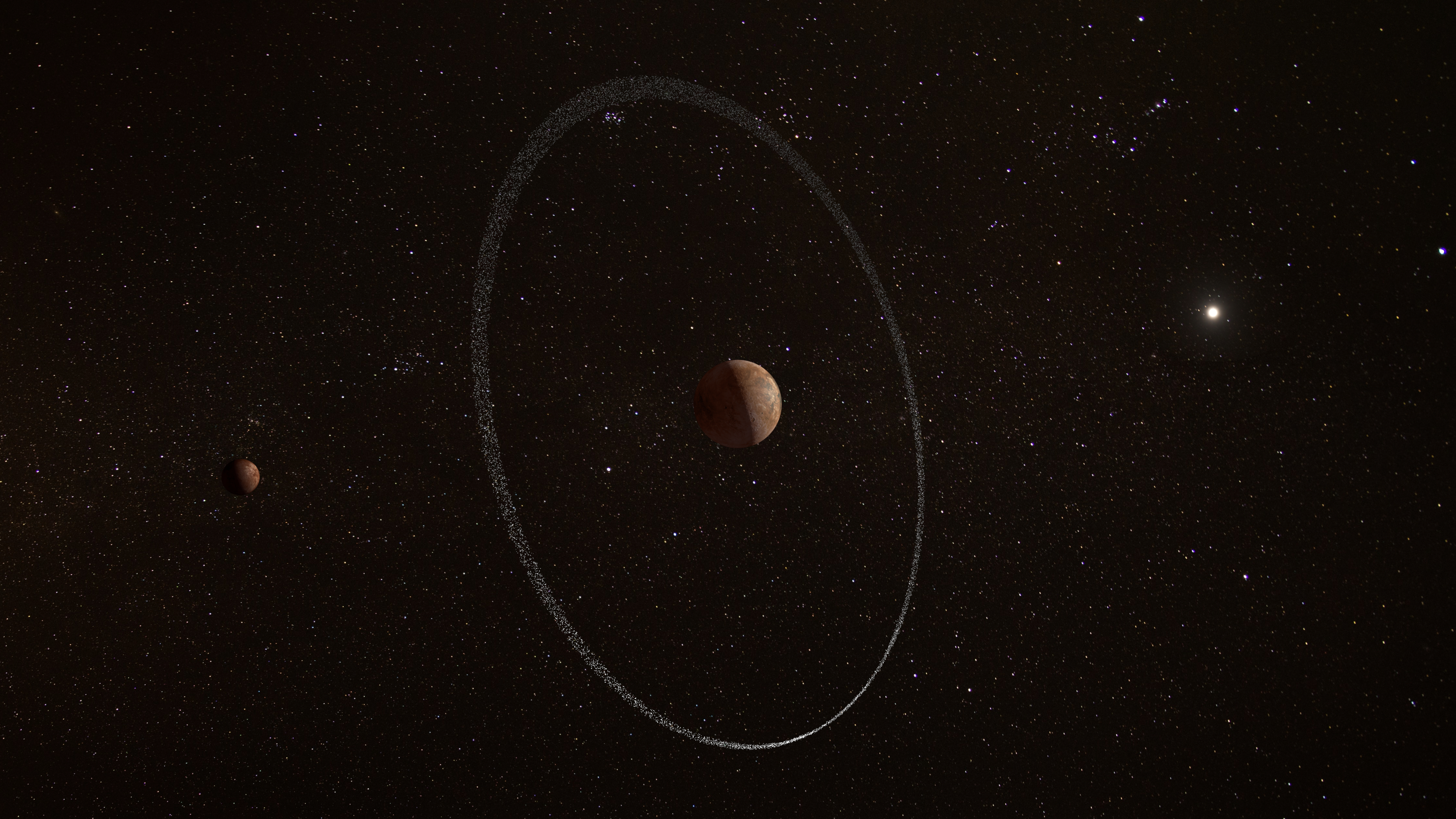
Квавар с кольцами и спутником Вейвотом (слева) в представлении художника (2023)

Альбедо Квавара очень низкое и приблизительно равно 0,1 (аналогично вышеупомянутой Варуне, у которой альбедо имеет значение 0,127). Это указывает на отсутствие на поверхности карликовой планеты водяного льда. Цвет поверхности преимущественно красный, на это указывает бо́льшее количество отражённого инфракрасного и красного, нежели синего, излучения. Аналогичную красноватую поверхность имеют транснептуновые объекты Варуна и Иксион (первая не считается карликовой планетой вообще, а второй является кандидатом в эту категорию). Более крупные объекты пояса Койпера и рассеянного диска (включая Плутон и Эриду) более яркие, поскольку на их поверхности содержится большое количество водяного льда, отсюда их бо́льшее альбедо и более нейтральный цвет поверхности на спектрограммах. Созданная в 2006 году модель внутреннего нагревания Квавара за счёт радиоактивного распада в ядре указывает на то, что данный объект не может поддерживать подземный океан на границе мантии и коры.
Наличие на поверхности карликовой планеты метана и других летучих веществ указывает на то, что объект может иметь тонкую разреженную атмосферу, возникающую из-за сублимации этих летучих веществ. Со средней температурой поверхности в 44 K (или -229,2 °C), считается, что максимальное атмосферное давление на планете — не более нескольких микробар. Из-за небольших массы и размера такое тело как Квавар физически не может поддерживать атмосферу из азота и монооксида углерода, поскольку эти газы быстро бы улетучились. Постепенно снижался прогноз по порогу максимального давления и для атмосферы из метана: до 2013 года он был до 1 микробар, после покрытия Кваваром звезды со звёздной величиной 15,8 он стал 20 нанобар, а с 2019 года (после ещё одного покрытия Кваваром звезды) и вовсе составляет 10 нанобар. При этом такая атмосфера, пусть и крайне разреженная, может существовать лишь при условии средней температуры в 42 K (или -231,2 °C) и при условии наличия метана как основного её составляющего газа.

### Масса и плотность
Поскольку у Квавара имеется спутник, его массу можно рассчитать по третьему закону Кеплера. Плотность объекта составляет около 2,2 г/см³, а диаметр — 1100 км. Оба этих факта указывают на то, что Квавар является карликовой планетой. Майкл Браун рассчитал, что каменистые тела входят в гидростатическое равновесие при радиусе от 900 км, а ледяные — при радиусе 200—400 км. Масса Квавара сильно превышает 1,6⋅1021 кг, минимальную массу, необходимую для принятия круглой формы, и составляет 5⋅1021 кг. Браун утверждает, что Квавар «просто должен быть» карликовой планетой. Анализ световых кривых и амплитуд показывает лишь небольшие отклонения, что позволяет предположить, что Квавар действительно является сфероидом с небольшими пятнами альбедо и, следовательно, карликовой планетой. Астрономом Эриком Асфогом была предложена идея, что Квавар в прошлом мог столкнуться с более крупным телом, из-за чего его мантия была разрушена и осталось только более плотное ядро. Под «мантией» подразумевается 300—500-километровый в толщину слой льда, из-за которого карликовая планета была крупнее. Из-за столкновения с телом размером с Плутон или даже с Марс весь этот слой был уничтожен. Однако, эта теория утратила актуальность в связи с тем, что Асфог предложил её тогда, когда плотность Квавара оценивали в 4,2 г/см³. Поскольку позднее её переоценили до 2 г/см³, такая теория перестала быть вероятной.

### Размер
| Год  | Диаметр (км) | Метод                                   | Источник |
| ---- | ------------ | --------------------------------------- | -------- |
| 2004 | 1260 ± 190   | фотографирование                        | [ 47 ]   |
| 2007 | 844+207 −190 | инфракрасное излучение                  | [ 48 ]   |
| 2010 | 890 ± 70     | инфракрасное излучение фотографирование | [ 35 ]   |
| 2013 | 1074 ± 138   | инфракрасное излучение                  | [ 34 ]   |
| 2013 | 1110 ± 5     | покрытие                                | [ 40 ]   |
| 2023 | 1086 ± 4     | покрытие                                | [ 49 ]   |

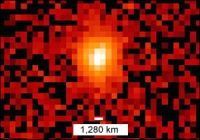
Диск Квавара (фото телескопа «Хаббл»)

Квавар является сфероидом диаметром около 1100 км, сплющенным с полюсов. Эти данные были получены после наблюдений за покрытиями Кваваром звёзд в 2013 и 2019 годах. Если считать, что сплюснутость карликовой планеты составляет 0,0897±0,006, а её диаметр — 1138++48
−−34 km, то Квавар находится в гидростатическом равновесии и является сфероидом Маклорена. Диаметр объекта приблизительно равен половине диаметра Плутона. На момент открытия размер Квавара оценивался в 1260 ± 190 км. Эти данные были получены после измерений Квавара на фотографиях с телескопа «Хаббл». Квавар был первым из транснептуновых объектов, диаметр которого был измерен непосредственно по фотографии. Размер диска на фотографии — всего несколько пикселей (карликовая планета находилась на максимальном пределе разрешения телескопа, и поэтому сильно размывалась на фотографиях), поэтому погрешность измерения диаметра получилась достаточно большой — 190 км. Впоследствии таким же методом измерили и диаметр Эриды.
В 2007 году диаметр Квавара был оценён с помощью инфракрасного космического телескопа «Спитцер». Альбедо Квавара получилось бо́льшим, чем предполагалось ранее (0,19); при таком альбедо диаметр Квавара должен быть несколько меньше — около 850 км.
После обнаружения спутника удалось оценить массу и плотность Квавара. При размере не более 1100 км в поперечнике, масса Квавара оказалась равна 0,19 ± 0,03 массы Плутона, а плотность — 2,8—3,5 г/см³. По данным 2011 года, диаметр объекта составляет 1170 км. В 2013 году диаметр Квавара был оценён в 1074 ± 38 км и в 1110 ± 5 км.

### Состав
Квавар, вероятно, состоит в основном из каменных пород и водяного льда. Достаточно низкое альбедо и красноватый оттенок Квавара позволяют предположить, что льда на его поверхности меньше, чем должно быть. В 2004 году на поверхности Квавара обнаружены следы аморфного льда. Эта модификация льда образуется при температуре не менее −160 °C. Но температура на поверхности Квавара сейчас ниже — около −220 °C, и пока неясно, что могло разогреть Квавар на целых 60 градусов. Наиболее вероятными причинами пока считают метеоритные бомбардировки или радиоактивный распад тяжёлых элементов в ядре.

## Спутник

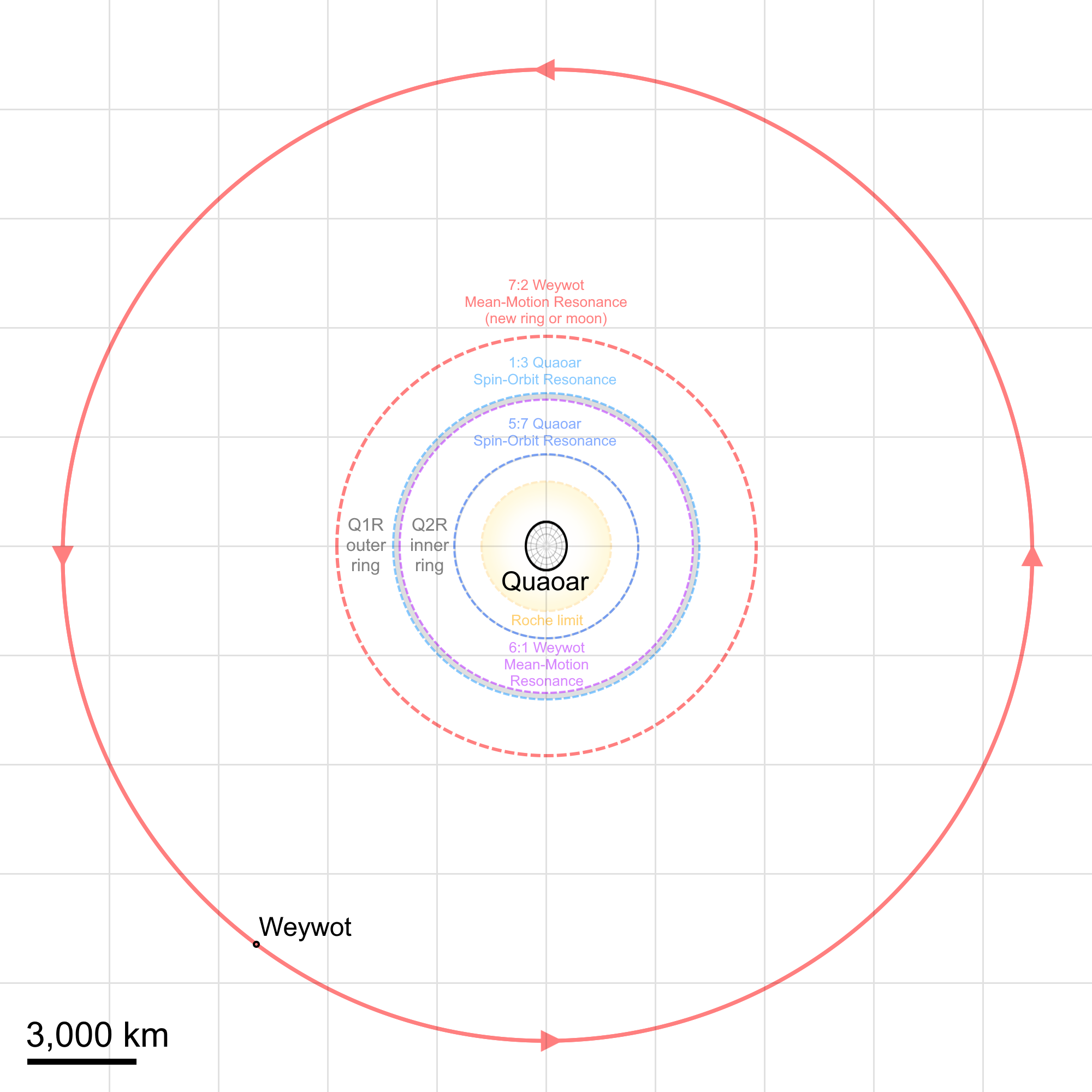
Квавар и Вейвот

Спутник Квавара диаметром около 100 км был обнаружен в феврале 2007 года и был назван Вейвот (англ. Weywot) в честь сына мифологического Квавара. Он вращается вокруг Квавара на расстоянии 14 500 км за 12,438 ± 0,005 дней.

## Кольца
8 февраля 2023 года в журнале Nature вышла статья об открытии космическим аппаратом ЕКА Cheops у Квавара на расстоянии 7,4 радиуса Квавара первого кольца Q1R из плотного материала вне предела Роша. Все известные плотные кольца в Солнечной системе располагаются достаточно близко к своим родительским телам внутри предела Роша. В апреле 2023 года стало известно об открытии с помощью телескопа Gemini North и телескопа Канада-Франция-Гавайи (CFHT) более близкого второго кольца Q2R вне предела Роша. Оба кольца не видно в обычный телескоп, они были обнаружены косвенно, когда Квавар затмевал свет далёких звёзд. Хорды покрытия дают кажущуюся большую полуось Квавара 579,5 ± 4,0 км, кажущееся сжатие 0,12 ± 0,01 и эквивалентный по площади радиус 543 ± 2 км. Ориентация конечностей Квавара соответствует орбите Q1R и Вейвота в экваториальной плоскости Квавара. Радиус орбиты Q1R уточнëн до значения 4057 ± 6 км. Радиус орбиты Q2R — 2520 ± 20 км.

## Исследование

Квавар с «Новых горизонтов», июль 2016

Считается, что полёт космического аппарата с использованием гравитационного манёвра у Юпитера займёт 13,6 лет, с возможными датами запуска 25 декабря 2016, 22 ноября 2027, 22 декабря 2028, 22 января 2030 или 20 декабря 2040. К моменту пролёта Квавар будет находиться на расстоянии 41—43 а.е. от Солнца. В июле 2016 года КА «Новые горизонты» были сделаны несколько изображений Квавара с помощью камеры LORRI. В этот момент аппарат находился на расстоянии 14 а.е. от объекта. По состоянию на 2023 год существует несколько концептов миссий, одной из задач которых может стать и исследование Квавара с пролётной траектории. Одной из таких миссий является Interstellar Probe, планируемый к запуску в 2037 году. Он может совершить пролёт мимо Квавара перед тем, как отправится исследовать межзвёздное пространство. Один из двух китайских аппаратов программы Interstellar Express также может пролететь мимо карликовой планеты и исследовать её с пролётной траектории. Квавар интересен астрономам тем, что у него есть непостоянная метановая атмосфера и, возможно, явление криовулканизма. Также важность имеет близость объекта к границе гелиосферы.